# 5931 Zhvanetskij
5931 Zhvanetskij este un asteroid din centura principală de asteroizi.

## Descriere
5931 Zhvanetskij este un asteroid din centura principală de asteroizi. A fost descoperit pe 1 aprilie 1976 la Observatorul de Astrofizică din Crimeea de Nikolai Cernîh. El prezintă o orbită caracterizată de o semiaxă mare de 3,18 ua, o excentricitate de 0,19 și o înclinație de 16,9° în raport cu ecliptica.